# 马斯克林群岛

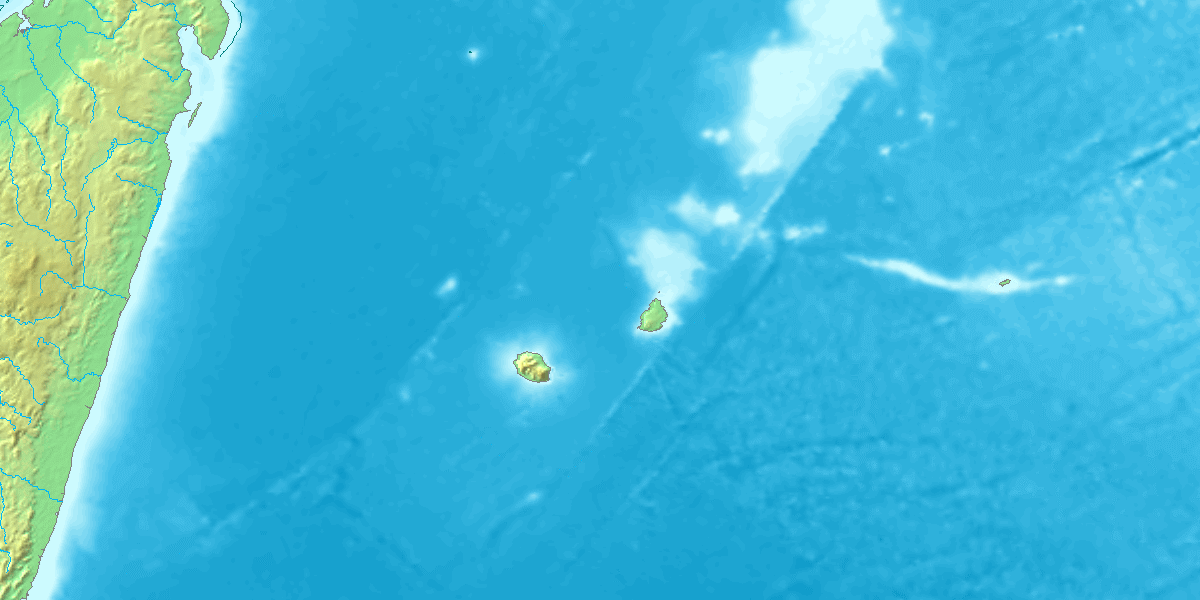
马斯克林群岛

马斯克林群岛在印度洋的位置

马斯克林群岛（Mascarene Islands），是位于印度洋中马达加斯加以东洋面上的一个火山岛群，由留尼汪、毛里求斯和罗德里格岛等岛屿组成。该群岛由葡萄牙航海家迪奥古·罗德里格斯在1512年命名，以纪念其同胞航海家佩德罗·马什卡雷尼亚什。
马斯克林群岛形成于数百万年内，其实是印度洋底马斯克林高原中的数座海底火山露出海面而形成，由于远离大陆，马斯克林群岛上的生物群具有许多独特之处。